# E・G・シーウェル
エヴァレスト・ジョージ・シーウェル（Everest George Sewell、1874年9月17日 - 1940年4月2日）は、マイアミ市長。
1896年3月3日に兄ジョン・シーウェルとマイアミに引っ越し、1896年3月26日にマイアミ川の北に第一号店を開いた。1916年2月、マイアミ商工会議所の会頭に選出され、1919年を除き1925年まで毎年、再選された。1927年から1929年、1933年から1935年、1939年から死去する1940年までの3期にわたりマイアミ市長を務めた。
心臓発作を起こして、2日後の1940年4月2日にジャクソン記念病院で死亡した。
1801 NW South River Driveに彼の名にちなんで名付けられたマイアミ市自然公園E. G. Sewell Parkがある。